# 松浦知惠
松浦知惠（日语：松浦 チエ，1980年10月1日—），日本女性配音員。出身於埼玉縣。A型血。

## 簡介
2000年畢業於東京廣播學院，同年進入Mausu Promotion附屬俳優養成所，2003年正式所屬Mausu Promotion。
為人熟悉的代表配音作品有動畫《暗殺教室》的片岡惠、《Angel Beats！》的久子；遊戲《純愛手札4》的龍光寺、《BLAZBLUE》系列的九重。除了日本動畫之外，也有在美國長壽動畫《海綿寶寶》擔任珊迪、皮老闆的日語配音。

### 人物
小學時期開始志願要當配音員，並作為畢業論文在畢業典禮上發表。
與在《Angel Beats！》共演的櫻井浩美、及《蒼翼默示錄》系列共演的磯村知美有不錯的交情。另外與磯村是專門學校就學期間認識的同學。
興趣和特長有吹薩克斯風、料理。

## 演出
粗體字表示主要角色。

### 電視動畫
2004年
- 神無月的巫女（女學生）
- Keroro軍曹（師走武月、Moriri看護長（Moriri戰鬥員）等）
- 攻殻機動隊 S.A.C. 2nd GIG（陸上自衛軍接線員 等）
- 薔薇少女（女孩子）

2005年
- Gallery Fake（日语：ギャラリーフェイク）（女性）
- ToHeart2（女學生B）
- 蜂蜜與四葉草（貓、老奶奶）

2006年
- 新鮮釀造音樂劇 練馬蘿蔔兄弟（日语：練馬大根ブラザーズ）（近郊住民）
- Keroro軍曹（幽靈少女〈小觀世〉）
- 星際海盜（六月）
- 地獄少女 二籠（吉崎沙也加）
- 大長今（弟弟）
- 009-1（幼年時期的米蓮）
- NIGHT HEAD GENESIS（日语：NIGHT HEAD GENESIS）（村上惠 等）
- 無敵看板娘（小孩）

2007年
- 地獄少女 二籠（亞佐美）

2008年
- 新·安琪莉可 Abyss -Second Age-（少女）

2009年
- Keroro軍曹（5884）

2010年
- Angel Beats！（久子、NPC女子A）
- Keroro軍曹（女性、車內廣播）

2011年
- Keroro軍曹（Sumomo〈第38代〉）

2013年
- BLAZBLUE ALTER MEMORY（九重[4]）

2014年
- 櫻Trick（園田家的母親）

2015年
- 暗殺教室（片岡惠[5]）
- 金田一少年之事件簿R (第2期)（香胡蝶[6]）

2016年
- 偶像學園STARS！（保健室醫生）
- 暗殺教室 (第2期)（片岡惠）
- 神技·旺達（日语：カミワザ・ワンダ）

2020年
- 異種族風俗娘評鑑指南（黛塔）

### 電影動畫
2003年
- 我的孫悟空（仙女）

### OVA
2007年
- TAMALA ON PARADE（日语：TAMALA ON PARADE）（尾巴、C）

### 遊戲
2002年
- 鬼武者2

2004年
- 3年B班金八老師 成為傳說中的教師！（日语：3年B組金八先生 伝説の教壇に立て!）（花）

2005年
- 王國之心II
- 忍道 戒（日语：忍道 戒）（村莊女子）

2006年
- 降魔靈符傳（アズキ）
- 日昇英雄譚3（日语：サンライズ英雄譚）（金妮）
- Muv-Luv 全年齢版（柏木晴子）
- Muv-Luv Alternative 全年齢版（柏木晴子）

2007年
- 降魔靈符傳 貳（筱）
- 火（神樂岡衣里）

2009年
- 純愛手札4（龍光寺海）
- BLAZBLUE -CALAMITY TRIGGER- 家庭版（九重）
- BLAZBLUE -CONTINUUM SHIFT-（九重）

2010年
- 劍與魔法與學園3（日语：剣と魔法と学園モノ。3）（兔爪、小矮人·男、惡魔·女）
- BLAZBLUE -CONTINUUM SHIFT II-（九重）

2011年
- BLAZBLUE -CONTINUUM SHIFT EXTEND-（九重）

2012年
- 惡靈古堡：啟示

2013年
- XBLAZE CODE:EMBRYO（日语：XBLAZE CODE:EMBRYO）（赤城林檎[7]）
- BLAZBLUE CHRONOPHANTASMA（九重[8]）

2015年
- 暗殺教室 殺老師大包圍網!!（片岡惠[9]）
- XBLAZE LOST:MEMORIES（赤城林檎、母親[10]）
- Angel Beats！ -1st beat-（久子[11]）

2016年
- 暗殺教室 暗殺者育成計劃!!（片岡惠）
- God of High School【神School】（天道千尋[12]）
- Skullgirls 2nd Encore（[13]）
- 快打旋風V（フェヴリエ）

2017年
- 無夜國度2 ～新月的新娘～（羅耶吉里絲[14]）

2018年
- 碧藍航線（霧島[15]）

2019年
- 聖火降魔錄 風花雪月（卡多莉奴[16]）
- Sdorica 萬象物語（瓊安·霍克）

2020年
- 怪物彈珠（2020年—2024年 斯勒修女郎、普賢＆文殊〈獸神化・改 普賢真人〉、杜普茲德依）
- 聖火降魔錄 英雄雲集（卡多莉奴）

2022年
- 無期迷途（麥昆）

### 外語配音

#### 電影
- 倩女幽魂（水中妖怪）
- Broken Wings（Louis的女朋友）
- 愛在心裡口難開（Spencer）
- 哈利波特：火盃的考驗（Angelina Johnson）
- 英法情人（英语：Head in the Clouds (film)）（Josephine 等）
- 同性戀的天堂（日语：レズパラ）（April Pfferpot〈Kirsten Holly Smith〉）
- 跳躍青春（英语：Jump In!）（Shauna〈Shanica Knowles〉）
- Konvoi PQ-17
- 詹姆士·龐德大戰金槍客
- 狗仔隊（Shyla）
- 電影院驚魂記（英语：Phantom of the Megaplex）（April Pfferpot）
- 泰迪熊

#### 電視影集
- Le loup garou du campus／Big Wolf On Campus（英语：Big Wolf on Campus）（女學生）
- 鐵證懸案 (第2季)（Kyle Bream）
- 孟漢娜（Amber Addison〈Shanica Knowles〉）
- 愛卡莉（Vallely）
- 戀愛兵法
- 邁阿密風雲
- 神探阿蒙 (第2季)（女學生）
- So Little Time（英语：So Little Time）（男孩子）
- 失蹤現場（女學生）
- X戰警（Mystique、Leandra 等）

#### 動畫
- 粉筆世界（英语：ChalkZone）
- 變身國王上學記（殭屍）
- Little Bill（英语：Little Bill (TV series)）（Aisha Murray老師、Dorado）
- 海綿寶寶（Sandy Cheeks〈第2代日語配音／Carolyn Lawrence〉、Sheldon J. Plankton〈第2代日語配音／Mr. Lawrence〉 等）
  - 海綿寶寶：海陸大出擊（Sandy Cheeks〈Carolyn Lawrence〉、Sheldon J. Plankton〈Mr. Lawrence〉）

### 廣播劇CD
- 風光2（小花）
- 月刊少女野崎同學（鹿島遊[17]）
- 砂時計（護理人員 等）
- TUBASA 2（青樹玲奈）
- 方言戀愛（第一卷，高知縣）

### 音樂CD
- 純愛手札4 Character Single BOX（龍光寺）

### 廣播節目
- 松浦知惠與香織的CHIKA☆CHIKA日和（DNE Media Station（日语：DNEメディアステーション）：2010年7月20日－2011年3月1日）

### 其它
- 角子機 2027（日语：2027 (パチスロ)）（鳴海優）

## 音樂作品

### 角色歌曲
| 發行日期 | 標題                                   | 名義                 | 曲名                        | 備註                             |
| 2009年   | 2009年                                 | 2009年               | 2009年                      | 2009年                           |
| -------- | -------------------------------------- | -------------------- | --------------------------- | -------------------------------- |
| 12月3日  | 純愛手札4 Character Single BOX         | 龍光寺海（松浦知惠） | 「Complication」            | 遊戲《純愛手札4》相關歌曲        |
| 2015年   |                                        |                      |                             |                                  |
| 3月27日  | 暗殺教室 BD&DVD 第1卷特典CD            | 3年E組               | 「」                        | 電視動畫《暗殺教室》相關歌曲     |
| 2016年   |                                        |                      |                             |                                  |
| 9月28日  | 暗殺教室 Best Album ～Music Memories～ | 3年E組               | 「旅」                      | 電視動畫《暗殺教室》劇中插入歌曲 |
| 9月28日  | 暗殺教室 Best Album ～Music Memories～ | 3年E組               | 「 HOLDING OUT FOR A HERO」 | 電視動畫《暗殺教室》相關歌曲     |

## 腳註

## 外部連結
- 松浦知惠｜Mausu Promotion （页面存档备份，存于） （日語）
- MAChi*MAChi （页面存档备份，存于） （日語）－松浦知惠的個人官方網站。
- （日語）－松浦知惠的官方個人部落格。
- 松浦知惠的X（前Twitter） （日語）